# هيلاري سمارت
هيلاري سمارت (بالإنجليزية: Hilary Smart)‏ هو متسابق يخت أمريكي، ولد في 29 يوليو 1925 في نيويورك في الولايات المتحدة، وتوفي في 8 يناير 2000 في Weston, Massachusetts ‏ في الولايات المتحدة.

## وصلات خارجية
- هيلاري سمارت على موقع الاتحاد الدولي للملاحة الشراعية (موقع جديد) (الإنجليزية)
- هيلاري سمارت على موقع الاتحاد الدولي للملاحة الشراعية (موقع قديم) (الإنجليزية)
- هيلاري سمارت على موقع أوليمبيديا (الإنجليزية)